# Les primeres aventures de la granota Gustau
Les primeres aventures de la granota Gustau (títol original: Kermit's Swamp Years) és una pel·lícula estatunidenca estrenada directament en vídeo l'any 2002 que posa en escena el personatge de Kermit the Frog del Muppet Show creat per Jim Henson. Ha estat doblada al català oriental i al valencià.

## Argument
Amb 12 anys, Gustau (Kermit) la granota i els seus millors amics marxen a través dels pantans del Sud per realitzar alguna cosa extraordinària a la seva vida.

## Repartiment
- Steve Whitmire: Gustau la granota, Monster Diversió Park (veu i manipulació)
- Bill Barretta: Croaker, Fearsalus 2 (veu i manipulació)
- Joey Mazzarino: Goggles, Tortuga 1 (veu i manipulació)
- John Kennedy: Blotch, Arnie el caiman, Monkey (veu i manipulació)
- Cree Summer: Margo (veu i manipulació)
- Jerry Nelson: Statler (veu i manipulació)
- Dave Goelz: Waldorf (veu i manipulació)
- William Bookston: Elliot el Drac
  - John Hostetter: Fear and Pizza Oom Mow Mow
- Hampton Dixon: Hugo Krassman de jove
- Kelly Collins Lintz: Mary
- Drew Haggard: Joey

- Gustau és l'únic personatge del Muppet Show present al film, fora d'una breu aparició de Statler i Waldorf, manipulats pels seus titulars, Jerry Nelson i Dave Goelz. Altres picades d'ull: l'evocació de Jim Henson, el creador de Muppets, sota l'aparença d'un jove noi i el clauer de la camioneta de Wilson representant Animal, el batedor boig.